# 242-я мотострелковая дивизия
242-я мотострелковая дивизия — мотострелковое соединение Сухопутных войск ВС СССР, созданное в Сибирском военном округе. Штаб дивизии — Абакан.

## История
Дивизия создана в 1972 году в связи с обострением советско-китайских отношений на территории Сибирского военного округа.
Дивизия имела сокращённый штат и уникальную для Советской армии структуру: части дивизии и приписной состав находились на территории СССР (основная часть в Абакане, часть в Туве), а боевая техника размещалась на территории Монголии. Во всё время существования дивизия содержалась по штату «Г», и для полного развёртывания требовался призыв около 9.000 человек различных специальностей.  
В 1980 году из состава дивизии выделен 485-й отдельный мотострелковый полк, который передислоцирован в п. Акташ  Алтайского края для прикрытия совместно с пограничными войсками короткого участка границы СибВО с Китаем. Вместо него в состав дивизии введён 192-й мотострелковый полк. 
Дивизия подчинялась штабу округа и лишь в период с 1985 по 1991 годы подчинялась управлению 33-го армейского корпуса. В 1990 году переформирована в 5350-ю базу хранения вооружения и техники, которая была расформирована в 2009 году.

## Командиры дивизии
- Гурген Арутюнович Далибалтаян (1969—1975)[3]
- Григорий Павлович Касперович (1982—1984)[4]

## Состав дивизии
По состоянию на 1980-1988 гг. дивизия включала:
- управление дивизии (Абакан)
- 192-й мотострелковый полк (г. Абакан);
- 489-й мотострелковый полк (г. Кызыл);
- 486-й мотострелковый полк (г. Чадан);
- 164-й танковый полк (г. Кызыл);[6] — в 1970-е годы перевооружён с танков Т-34 на танки Т-55
- 7-й артиллерийский полк (г. Кызыл);
- 1326-й зенитно-артиллерийский полк (г. Абакан);
- 172-й отдельный разведывательный батальон (г. Абакан);
- 34-й отдельный инженерно-сапёрный батальон (г. Абакан);
- отдельная рота химической защиты (г. Абакан);
- отдельный ремонтно-восстановительный батальон (г. Абакан);
- 312-й отдельный батальон связи (г. Абакан);
- отдельный медицинский батальон (г. Абакан);
- отдельный батальон материального обеспечения (г. Абакан);